# Relazioni reciproche di Onsager
Le relazioni reciproche di Onsager in termodinamica sono relazioni costitutive che esprimono l'uguaglianza di alcune relazioni tra flussi e forze nei sistemi termodinamici lontani dall'equilibrio, ma dove valgono condizioni di equilibrio locale.
Ad esempio è stato osservato che le differenze di temperatura in un sistema provocano un flusso di calore dalla parte più calda a quella più fredda di un sistema. Allo stesso modo, differenze di pressione provocheranno un flusso di materia da una zona di alta pressione verso una zona a pressione inferiore. È stato osservato sperimentalmente che quando variano entrambe, differenze di pressione possono causare flussi di calore e viceversa. In modo ancor più sorprendente il flusso di calore per unità di variazione di pressione e il flusso di densità (di materia) per unità di variazione di temperatura sono equivalenti.
“Rapporti reciproci” simili si verificano tra differenti coppie di flussi e forze in una varietà di sistemi fisici.
La teoria sviluppata da Lars Onsager è molto più generale rispetto a questo esempio ed è in grado di trattare più di due forze termodinamiche alla volta. Su tali relazioni si basano le formule di Green-Kubo per il calcolo dei coefficienti di trasporto.

## Esempio: sistemi fluidi

### Potenziali termodinamici, flussi e forze
In un sistema fluido, la densità di energia {\displaystyle u} dipende dalla densità di materia {\displaystyle r} e dalla densità di entropia {\displaystyle s} nel seguente modo:
{\displaystyle \ du=Tds+mdr}
dove {\displaystyle T} è la temperatura e {\displaystyle m} è la combinazione della pressione e del potenziale chimico. Si può scrivere:
{\displaystyle ds={\frac {1}{T}}du-{\frac {m}{T}}dr}.
In questo modo si ottiene la dipendenza di {\displaystyle dS} in modo inversamente proporzionale dalla temperatura e, per quanto riguarda la densità di materia, in modo direttamente proporzionale da {\displaystyle m}. In sostanza si ha un aumento di {\displaystyle dS} con aumento di pressione, del potenziale chimico e con una diminuzione di {\displaystyle T}.
Per le quantità si suppongono valide le condizioni di stazionarietà e quindi e si conservano e i loro flussi soddisfano le equazioni di continuità:
{\displaystyle \partial _{t}u+\nabla \cdot \mathbf {J} _{u}=0\!}
e
{\displaystyle \partial _{t}r+\nabla \cdot \mathbf {J} _{r}=0\!},
dove {\displaystyle \partial _{t}} indica le derivate parziali rispetto al tempo {\displaystyle t}, e {\displaystyle \nabla \cdot } indica la divergenza dei flussi di densità.
I gradienti delle variabili coniugate di {\displaystyle u} e {\displaystyle r}, che sono {\displaystyle {\frac {1}{T}}} and {\displaystyle -{\frac {m}{T}}}, sono forze termodinamiche e causano flussi delle corrispondenti variabili estensive. In assenza di flussi di materia:
{\displaystyle \mathbf {J} _{u}=k\,\nabla {\frac {1}{T}}\!};
e, in assenza di flussi di calore
{\displaystyle \mathbf {J} _{r}=-k'\,\nabla {\frac {m}{T}}\!},
dove {\displaystyle \nabla } indica ora il gradiente. 
Il flusso di calore è concorde con la forza termodinamica (sono entrambi positivi o entrambi negativi) quindi non compare il segno negativo presente invece per il flusso di materia che è discorde rispetto al gradiente di {\displaystyle {\frac {m}{T}}}.
In queste espressioni matematiche compaiono delle costanti che moltiplicate per la variazione delle variabili intensive permettono di risalire al flusso della variabile estensiva. Queste sono chiamate coefficienti di proporzionalità.

### Le relazioni di reciprocità
Nell'esempio preso in esame in precedenza sono presenti entrambi i flussi (di calore e materia). Dato che ognuno di questi flussi è influenzato dalla variazione di temperatura e di pressione le equazioni che li descrivono presentano due termini (i coefficienti di proporzionalità sono convenzionalmente chiamati {\displaystyle \ L}):
{\displaystyle \mathbf {J} _{u}=L_{uu}\,\nabla {\frac {1}{T}}-L_{ur}\,\nabla {\frac {m}{T}}\!}
e
{\displaystyle \mathbf {J} _{r}=L_{ru}\,\nabla {\frac {1}{T}}-L_{rr}\,\nabla {\frac {m}{T}}\!}.
Nelle equazioni sono presenti dei termini del tipo {\displaystyle \ L_{kk}} che rappresentano i coefficienti di proporzionalità tra flussi e forze coniugate.
Compaiono poi dei "termini incrociati" nelle relazioni tra flussi e forze non direttamente correlati.
{\displaystyle \ L_{ur}} è il coefficiente che mette in relazione il contributo della variazione di pressione al flusso di calore mentre {\displaystyle \ L_{ru}} è il coefficiente che mette in relazione l'apporto al flusso di materia dato dalla variazione di temperatura.
Le relazioni reciproche di Onsager affermano proprio l'uguaglianza dei coefficienti {\displaystyle \ L_{ur}} e {\displaystyle \ L_{ru}}. Entrambi i coefficienti, per soddisfare questa proprietà, sono misurati nella stessa unità di tempo, temperatura, massa e densità.
Tramite queste equazioni è possibile semplificare la trattazione dei sistemi in cui sono presenti forze termodinamiche: ricavando uno dei due si conosce automaticamente anche l'altro. 
Inoltre, queste relazioni generalizzano le interferenze tra flussi presenti contemporaneamente; nell'esempio affrontato in precedenza viene generalizzata l'interferenza tra un flusso di calore (o energia) e un flusso di materia.